# Beach handball aux Jeux mondiaux de 2013
Navigation
Kaohsiung 2009 Wrocław 2017
Les épreuves de beach handball des Jeux mondiaux de 2013 ont lieu du 2 au 4 août 2013 à Cali (Colombie).

## Podiums

### Hommes
| Épreuves | Or | Argent | Bronze |
| -------- | --- | --- | --- |
| Hommes   | Brésil- Nailson Amaral (pt) - Thiago Barcellos - Bruno Oliveira - Gil Pires (pt) - Danilo Eugenio - Thiago Gusmao - Wellington Esteves - Jarison Pereira - Jaime Torres                                              | Russie- Anton Dache - Roman Kalashnikov - Vladimir Khmelkov - Eduard Maksutov - Vladimir Poletaev - Nikolay Prokhorov - Aleksey Pshenichniy - Evgeny Svestula - Anton Zabolotskiy | Croatie- Zvonimir Dikic - Ivan Dumencic - Hrvoje Horvat - Ivan Jurić - Mladen Paradzik - Matej Semren - Igor Totic - Valentino Valentakovic - Drago Vojnovic                                                     |
| Femmes   | Brésil- Millena Dos Anjos Alencar - Jerusa Ferreira Dias - Cinthya Piquet - Camila Ramos de Souza - Priscilla Roberta Annes - Renata Santiago - Patrícia Scheppa (pt) - Darlene Silva Soares - Nathalie Souza Guedes | Hongrie- Bozsana Fekete - Kitti Gróz (en) - Ágnes Győri (de) - Agnes Hajdu - Agnes Kokai - Krisztina Koroesine Sido - Fruzsina Kretz (de) - Emese Tóth (de) - Adrienn Zsigmond    | Norvège- Kjersti Beck - Hege Bolstad (no) - Kamilla Érsek (no) - Elisabeth Hammerstad (no) - Rannveig Haugen (no) - Iselin Ryvoll Klev (no) - Tonje Klevstad (no) - Cathrine Korvald (no) - Martine Welfler (no) |

## Tableau des médailles
| Rang  | Nation  | Or | Argent | Bronze | Total |
| ----- | ------- | -- | ------ | ------ | ----- |
| 1     | Brésil  | 2  | 0      | 0      | 2     |
| 2     | Russie  | 0  | 1      | 0      | 1     |
| 2     | Hongrie | 0  | 1      | 0      | 1     |
| 4     | Croatie | 0  | 0      | 1      | 1     |
| 4     | Norvège | 0  | 0      | 1      | 1     |
| TOTAL | TOTAL   | 2  | 2      | 2      | 6     |